# Кнессет 9-го созыва
Кнессет 9-го созыва (ивр. הכנסת התשיעית‎) — парламент Государства Израиль, действовавший в период с 13 июня 1977 года по 20 июля 1981 года. Кнессет 9-го созыва функционировал 5 лет и 7 дней. Впервые в истории страны лейбористская партия не победила на выборах (см. махапах).

## Результаты выборов
Результаты приводятся по данным сайта кнессета
Выборы состоялись 17 мая 1977 года.
Количество избирателей: 2 236 293
Общее количество учтённых голосов: 1 747 820
При электоральном барьере в 1 % место в кнессете было эквивалентно 17 478 поданным голосам.
Количество голосов за парламентское место: 14 173
| Фракция                                      | Количество учтённых голосов | Голоса избирателей в процентном соотношении | Количество мандатов |
| -------------------------------------------- | --------------------------- | ------------------------------------------- | ------------------- |
| «Ликуд»                                      | 583 968                     | 33,4                                        | 43                  |
| «Маарах»                                     | 430 023                     | 24,6                                        | 32                  |
| «Демократическое движении ле-Шинуй»          | 202 265                     | 11,6                                        | 15                  |
| «Список Мамлахтит»                           | 160 787                     | 9,2                                         | 12                  |
| «Демократический фронт за мир и равноправие» | 80 118                      | 4,6                                         | 5                   |
| «Агудат Исраэль»                             | 58 652                      | 3,3                                         | 4                   |
| «Флато Шарон»                                | 35 049                      | 2,0                                         | 1                   |
| «Шломцион»                                   | 33 947                      | 1,9                                         | 2                   |
| «Лагерь Шели»                                | 27 281                      | 1,9                                         | 2                   |
| «Объединенный арабский список»               | 24 185                      | 1,4                                         | 1                   |
| «Поалей Агудат Исраэль»                      | 23 571                      | 1,3                                         | 1                   |
| «Рац»                                        | 20 621                      | 1,2                                         | 1                   |
| «Партия независимых либералов»               | 20 384                      | 1,2                                         | 1                   |

## Состав фракций
Состав фракций приводится по данным сайта кнессета
Численный состав фракций не соответствует количеству мандатов полученных на выборах, так как некоторые депутаты не находились в текущем кнессете полный срок из-за ротации, смены должностей, переходов, объединений и пр.
| Фракция                                      | Количество мандатов | Количество парламентских мест под конец сессии |
| -------------------------------------------- | ------------------- | ---------------------------------------------- |
| «Ликуд»                                      | 43                  | 40                                             |
| «Маарах»                                     | 32                  | 33                                             |
| «Демократическое движении ле-Шинуй»          | 15                  | 0                                              |
| «Демократический фронт за мир и равноправие» | 5                   | 5                                              |
| «Агудат Исраэль»                             | 4                   | 4                                              |
| «Флато Шарон»                                | 1                   | 1                                              |
| «Шломцион»                                   | 2                   | 0                                              |
| «Лагерь Шели»                                | 2                   | 1                                              |
| «Объединённый арабский список»               | 1                   | 1                                              |
| «Поалей Агудат Исраэль»                      | 1                   | 1                                              |
| «Рац»                                        | 1                   | 1                                              |
| «Партия независимых либералов»               | 1                   | 1                                              |
| «Шинуй – Партия центра»                      | 0                   | 5                                              |
| «Тнуа ле-хитхадшут мамлахтит»                | 0                   | 4                                              |
| «Тхия - Банай»                               | 0                   | 2                                              |
| «Партия ха-Ихуд»                             | 0                   | 2                                              |
| «Ахва»                                       | 0                   | 1                                              |
| «Яад»                                        | 0                   | 1                                              |
| Независимый член кнессета Йосеф Тамир        | 0                   | 1                                              |
| Независимый член кнессета Игаль Ядин         | 0                   | 1                                              |
| Независимый член кнессета Беньямин Халеви    | 0                   | 1                                              |
| Независимый член кнессета Шмуэль Тамир       | 0                   | 1                                              |

## История

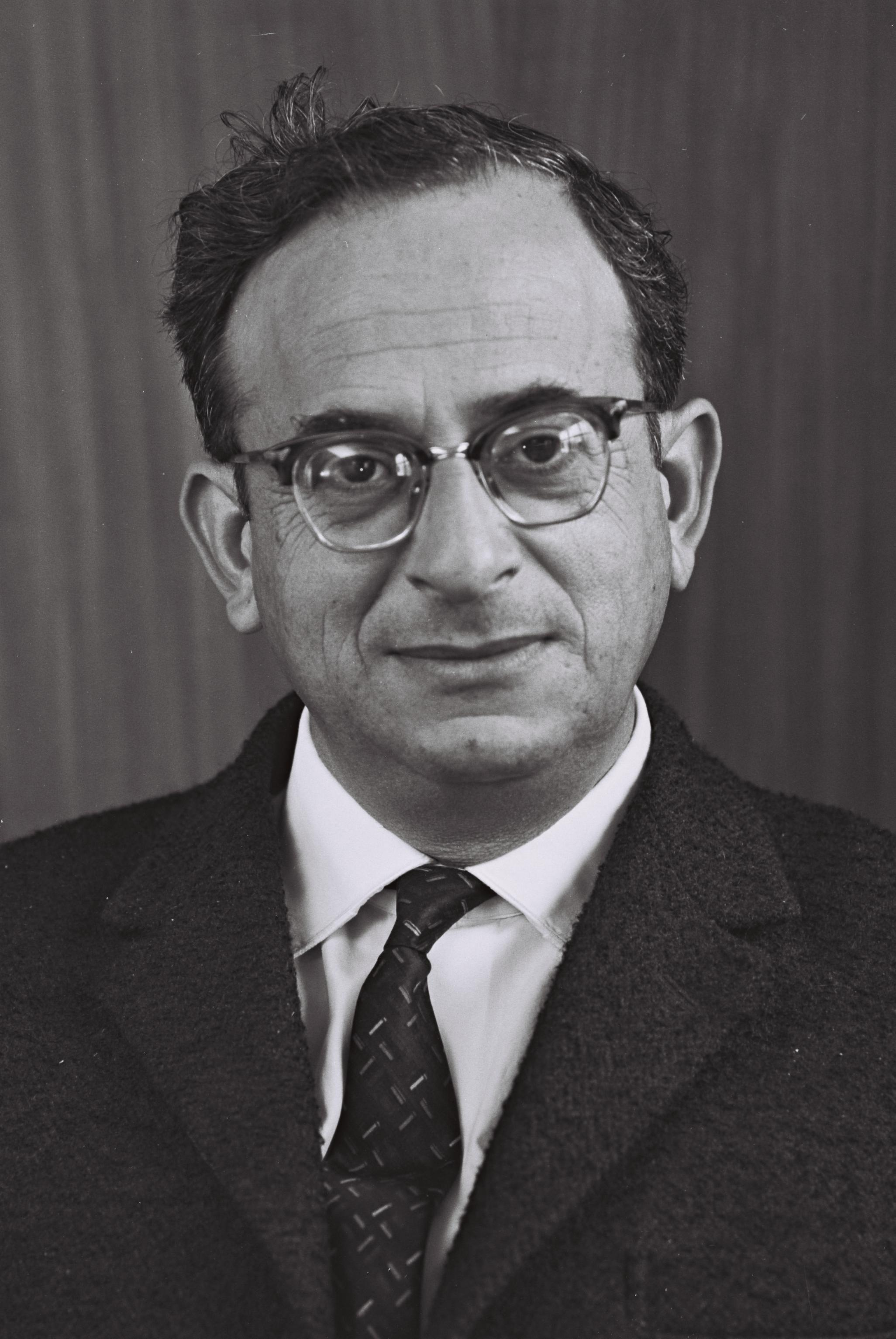
Ицхак Навон — президент Израиля, избранный кнессетом девятого созыва

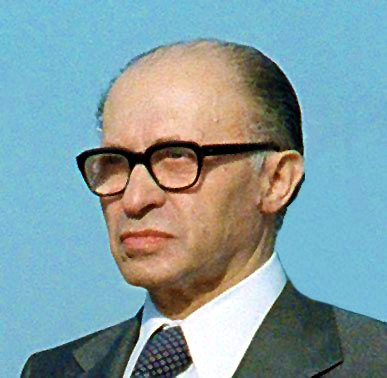
Менахем Бегин — премьер-министр Израиля при 18-м правительстве

Первое заседание прошло 13 июня 1977 года

Председатель кнессета: Ицхак Шамир, Ицхак Берман

Заместители председателя Кнессета: Юда Меир Абрамович, Шошана Арбели-Альмозлино, Беньямин Алеви, Хайка Гроссман-Оркин, Моше Мерон, Пинхас Шейнман

Секретарь: Натанель Лорч

## Наиболее важные законы, принятые Кнессетом 9-го созыва
- Закон о контроле над валютой, 1978 год
- Закон о прослушиваниях, 1979 год
- Закон о главном раввинате Израиля, 1980 год
- Закон о товариществах, 1980 год
- Основной закон об Иерусалиме — столице Израиля, 1980 год
- Закон о прожиточном минимуме, 1980 год
- Закон о защите личности, 1981 год
- Закон о юридическом толковании, 1981 год
- Закон об усыновлении, 1981 год